# Jaqueline Rauschkolb

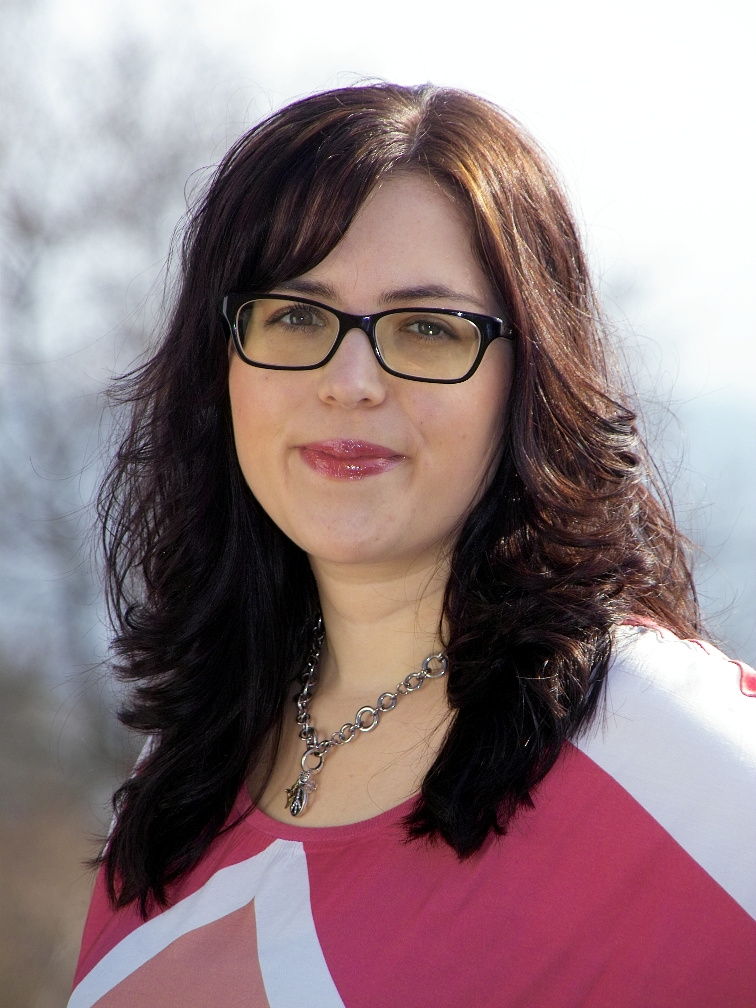
Jaqueline Rauschkolb (2014)

Jaqueline Rauschkolb (* 20. September 1987 in Kirchheimbolanden) ist eine deutsche Politikerin (SPD). Sie ist seit 2014 Mitglied im Landtag von Rheinland-Pfalz und seit 2021 stellvertretende Fraktionsvorsitzende.

## Leben
Jaqueline Rauschkolb nahm nach dem Abitur im Jahr 2007 zunächst ein Lehramtsstudium auf, das sie zugunsten einer Berufsausbildung als Hotelfachfrau abbrach. An die Ausbildung schloss sie ein Studium der Integrativen Sozialwissenschaft an der Technischen Universität Kaiserslautern mit Bachelorabschluss 2014 an. Sie ist Mutter von zwei Kindern.
Ihre jüngere Schwester Michelle war von 2017 bis 2023 Vizepräsidentin der Young European Socialists. Ihr Großvater Heinrich Rauschkolb war langjähriger Stadtbürgermeister von Eisenberg.

## Politik
Rauschkolb trat im Jahr 2005 in die SPD ein und bekleidete seitdem verschiedene Parteifunktionen. Seit 2012 gehört sie dem Landesvorstand der SPD Rheinland-Pfalz an. Von 2013 bis 2015 war sie Landesvorsitzende der Jusos Rheinland-Pfalz, deren stellvertretende Vorsitzende sie zuvor seit 2009 war. Sie erhielt im selben Jahr ein Mandat im Verbandsgemeinderat von Eisenberg. Seit 2014 hat sie einen Sitz im Stadtrat von Eisenberg. Auch dem Kreistag des Donnersbergkreises gehört sie seit 2014 an, zudem war sie bis 2019 Integrationsbeauftragte des Kreises. Im November 2014 rückte sie als Ersatzbewerberin des Wahlkreises Donnersberg für die ausgeschiedene Margit Conrad in den Landtag nach. Bei den Landtagswahlen in Rheinland-Pfalz 2016 trat sie als Wahlkreisbewerberin der SPD an und gewann das Direktmandat mit 37,4 % der Stimmen. Mediale Aufmerksamkeit erweckte der Umstand, dass sie den Wahlkampf auch während ihrer Schwangerschaft führte. Sie ist Mitglied der Landtagsausschüsse für Gleichstellung und Frauenförderung und für Gesellschaft, Integration und Verbraucherschutz. 
Für die SPD-Landtagsfraktion ist sie Integrations- und migrationspolitische, gleichstellungspolitische und schwulen- und lesbenpolitische Sprecherin. Bei der Landtagswahl 2021 verteidigte sie ihr Direktmandat im Wahlkreis Donnersberg. Im Anschluss wurde sie stellvertretende Fraktionsvorsitzende.
Im Oktober 2024 wurde sie von der SPD als Kandidatin für die Wahl zum Landrat des Donnersbergkreises nominiert, diese fand am 23. Februar 2025 statt. Rauschkolb holte dabei 30,9 % der Stimmen und unterlag damit Amtsinhaber Rainer Guth.